# Medicine Hat
Medicine Hat – miasto w Kanadzie, w prowincji Alberta, położone nad rzeką Saskatchewan Południowy. Jest szóstym pod względem wielkości miastem Alberty. Znane jest z leżących pod nim dużych złóż gazu ziemnego.
Liczba mieszkańców Medicine Hat wynosi 56 997. Język angielski jest językiem ojczystym dla 89,7%, francuski dla 1,0% mieszkańców (2006).

## Sport
- Medicine Hat Tigers – klub hokejowy